# 捷聪航空
捷聪航空（JetSmart）是一家智利廉价航空公司，总部位于首都圣地亚哥，枢纽机场位于阿图罗·梅里诺·贝尼特斯准将国际机场，由美国投资公司迪格公司（Indigo Partners）组建。除了新成立的这家捷聪航空，迪格公司还投资了美国航空公司边疆航空、墨西哥的沃拉里斯航空和匈牙利廉航维兹航空。捷聪航空从2017年7月25日开始正式运营。